# Dværgfalk
Dværgfalken (Falco columbarius) er en lille rovfugl, der har en cirkumpolar udbredelse. Den lever mest af spurvefugle, der jages ved lav flugt over jorden. Fuglen træffes i Danmark især forår og efterår som gæst fra Sverige og Norge.

## Udseende
Dværgfalken er den mindste af Europas falkearter. Den er op til 30 cm lang med et vingefang på 52-69 cm. Der er forskel i både størrelse og fjerdragt mellem han og hun. Hannen er den mindste og ikke meget større end en stor drossel. Den har gråblå overside i kontrast til sorte svingfjer og sort endebånd på halen. Hannens underside er rustfarvet. Hunnen kan næsten være så stor som en lille tårnfalk. Dens overside er mørkebrun og undersiden er gulbrun. Begge køn har kraftige mørkebrune længdestriber på undersiden. Ungfuglene ligner hunnen, indtil de er omkring et år gamle.
Dværgfalken ligner i flugten en meget lille vandrefalk eller en spurvehøg, men med hurtigere vingeslag.

## Forekomst og underarter
Arten dværgfalk er opdelt i ni forskellige underarter, der er udbredt på den nordlige halvkugle, både i Eurasien og Nordamerika. Det er underarten aesalon, der træffes i Danmark. Denne underart yngler på de Britiske Øer, i det nordlige Skandinavien og videre mod øst indtil floden Jenisej i Sibirien. I Danmark træffes den især langs kysten, f.eks. langs vadehavet eller på strandenge i Østdanmark. Nominatracen columbarius findes i Nordamerika. Det er Færøernes eneste rovfugl. Her og på Island optræder underarten subaesalon, der er mørkere og lidt større end aesalon.

## Føde
Dværgfalken jager mest i åbne områder, hvor den ofte sidder på en pæl eller lignende, inden den stryger af sted blot en meter over jorden, for at overraske et bytte. De fleste fugle bliver taget på selve jorden. Det drejer sig som regel om mindre spurvefugle. I nogle områder kan føden bestå af helt op til 90 % engpibere, men dværgfalken jager også gnavere og større fugle som ryle og deres unger.

## Ynglebiologi
Hunnerne begynder ofte at yngle for første gang i en alder af kun et år, mens hannerne er mindst to år gamle. Parrene holder som regel kun sammen i en enkelt sæson. Dværgfalken bygger enten sin rede direkte på jorden (almindeligt på de Britiske Øer), i træer (f.eks. i Skandinavien) eller på klippehylder (f.eks. på Færøerne), hvor den dog også kan lægge sine 3-5 æg uden nogen form for rede. Æglægningen begynder i Skandinavien som regel i slutningen af maj eller begyndelsen af juni måned. Rugetiden er omkring 30 dage, og ungerne er flyvefærdige efter omkring en måned. De er selvstændige efter yderligere omkring 30 dage.